# Marta Venceslao Pueyo
Marta Venceslao Pueyo (Vitòria, 1976) és una antropòloga basca i professora de la Facultat de Pedagogia de la Universitat de Barcelona. El 2021 va publicar juntament amb Mar Trallero Putas, república y revolución, obra que analitza el paper que van tenir les treballadores sexuals durant la Segona República, la Revolució social de 1936 i la Guerra Civil espanyola.

## Obra publicada
- Stigmatization process. The power of classifications (Springer, 2020)
- Pandemia y condición femenina (Tirant lo Blanc, 2020)
- Diagnosi de la prostitució a la Catalunya Central (DAE-Generalitat de Catalunya, 2020)[2]
- Putas, república y revolución.  Barcelona: Virus Editorial, 2021. ISBN 978-84-17870-11-9.